# Metaficción

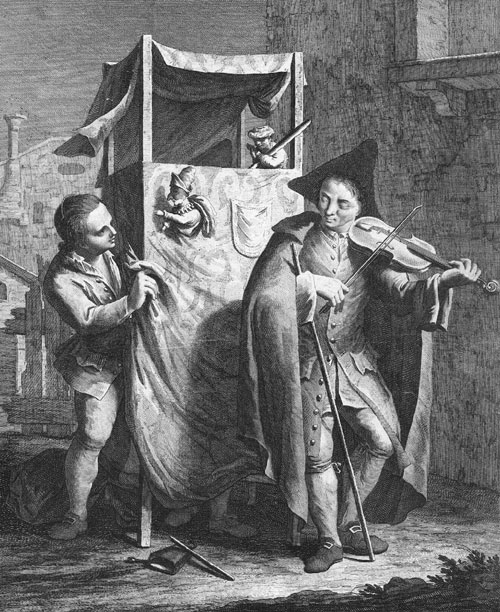
Títeres, copia del grabado en color hecho por Giovanni Volpato, conservado en el Museo de Gadagne de Lyon. Reproduce un óleo pintado hacia 1770 por Francesco Maggiotto. Ejemplo 'metaficticio' de un titiritero hablando con uno de sus títeres, que él mismo mueve.

La metaficción es una forma de literatura o de narrativa autorreferencial que trata los temas del arte y los mecanismos de la ficción en sí mismos.
Es un estilo de escritura que de forma reflexiva o autoconsciente recuerda al lector que está ante una obra de ficción, y juega a problematizar la relación entre esta y la realidad. Dentro de un texto de metaficción, la frontera realidad-ficción y el pacto de lectura de esta se ven quebrantadas, llamando el texto la atención sobre su propia naturaleza ficcional y su condición de artefacto.
Asociado en general a literatura modernista y posmoderna, se pueden encontrar ejemplos anteriores en el Don Quijote de Miguel de Cervantes, en los Cuentos de Canterbury de Geoffrey Chaucer, en algunos relatos de Jorge Luis Borges y en algunas obras de Stanisław Lem, como Vacío perfecto y Magnitud imaginaria, siendo acertado citar además como uno de los más fuertes ejemplos en el uso de la metaficción como recurso estilístico la novela Niebla, de Miguel de Unamuno.

## Los modelos teóricos
En términos generales, se entiende por metaficción a un tipo de narrativa que se caracteriza por su naturaleza autorreflexiva, autorreferencial y consciente de sí misma (autoconsciente), que opera a través de una serie de procedimientos narrativos con el fin de convertir el discurso en referente de sí mismo.
La noción de metaficción puede ser aplicada a una obra en su totalidad cuando el componente metafictivo es su fin o motivación última, o sobre ciertos elementos concretos que pueden aparecer con el fin de establecer un punto de inflexión narrativo dentro del eje central de una trama ficcional. Es en el primer caso en el que se hallan, propiamente, las categorizaciones de metanovela, metafilme, metateatro, etcétera.
La narrativa de metaficción se encuentra muy ligada a la postmodernidad, como época, y al postmodernismo como categoría estético-artística, ya que aquella se establece como un vehículo ideal para representar los valores y concepciones característicos de estos, como son la relativización de la realidad, el escepticismo ante el lenguaje como intérprete de la racionalidad, la crisis del sujeto como un todo completo y definible, o la pérdida de la delimitación del continuo espacio-temporal.
A partir de la matriz lógico-matemática y del término metalenguaje desde el ámbito de la lingüística (Roman Jakobson, 1959), la noción fue aplicada entre otros al campo literario (metaliteratura, por Roland Barthes en 1959; metateatro, por Lionel Abel en 1963; etcétera) y a otros campos (Douglas R. Hofstadter, 1979). El término metaficción fue empleado probablemente por primera vez antes de 1970 por William Gass, novelista, ensayista y crítico americano, y fijado por Robert Scholes en ese mismo año.
La reflexividad aplicada al pensamiento y a las artes contemporáneas ha propiciado la aparición de una familia conceptual de términos muy amplia (metamatemática, metalógica, metacomunicación, metadiscurso, metanarración, metarrelato, metatexto) con sus correspondientes tipos “genéricos” y artísticos (metapoesía, metateatro, metanovela, metacuento, metapintura, metacine, metacómic, etcétera) y que, complementariamente, se relaciona con otros términos que albergan o especifican diferentes matices, como novela autoconsciente, novela autorreferencial, novela narcisista, surfiction, superficción, fabulación, antinovela, etcétera.
A finales de los años cincuenta y principios de los sesenta comienzan las primeras aproximaciones teóricas al concepto de la autorreferencialidad literaria y narrativa. En diversos trabajos de Roland Barthes se puede entrever el interés por la literatura que se hace consciente de su propia condición y que por ello se hace objeto de sí misma: “El sentido de una palabra es el acto mismo que la profiere: hoy escribir no es «contar», es decir que se cuenta, y remitir todo el referente («lo que se dice») a este acto de locución”. En el mismo número de la revista Comunications de 1966 otros importantes teóricos del relato como Gérard Genette o Tzvetan Todorov confirmaban este temprano diagnóstico. Lucien Dällenbach, en un trabajo posterior orientado a la especularidad narrativa, divulgaría el término mise en abyme, tomado de la heráldica ("el escudo dentro del escudo") y aplicado a la ruptura de la lógica formal de los diferentes niveles narrativos y el encajamiento de unos sobre otros.
Ya propiamente comprendido el concepto en cuanto metaficción, este ha sido definido y acotado por múltiples teóricos y críticos, principalmente desde el ámbito de la investigación literaria, si bien su presencia no se remite solo a este. Robert Alter estableció en 1975 la definición del término, que resultará canónica: “Una novela autoconsciente, en pocas palabras, es una novela que hace alarde sistemáticamente de su propia condición de artificio, explorando la relación conflictiva entre un artificio con apariencia real y la realidad” (“A self-conscious novel, briefly, is a novel that systematically flaunts its own condition of artifice and that by so doing probes into the problematic relationship between real-seeming artifice and reality”).
Otra definición a considerar es la ofrecida por Kellman sobre el relato autogenerado (self-beggeting novel), en cuanto: “relato, frecuentemente en primera persona, del desarrollo de un personaje hasta el momento que coge su bolígrafo y escribe la novela que nosotros acabamos de leer”.
Linda Hutcheon, otro de los referentes indudables en este campo, y quien por su parte emplea el término “narrativa narcisista”, definió esta como “ficción en torno a la ficción, o lo que es lo mismo, ficción que incluye en sí misma un comentario sobre su propia identidad narrativa y/o lingüística”.
Al respecto también podrían aducirse, entre otras muchas, definiciones como las de Stanley H. Fogel, quien considera la metaficción como “la revisión de la teoría de la ficción a través del propio medio de la ficción”, o la de Mas’ud Zavarzadeh, quien incluye la metaficción dentro de una categorización más general que denomina “transficción” y que la define como “un metateorema narracional cuya preocupación temática son los propios sistemas ficcionales y los moldes a través de los cuales la realidad es modelada a través de convenciones narrativas”. Del mismo modo, Sarah Lauzen entiende la metaficción como la presencia de “algunos aspectos sobre el acto de escribir, de leer o de estructurar (narrativamente) una obra que se esperarían como subyacentes bajo modelos de una práctica estándar (de la literatura)”.
Gérard Genette, seguramente el especialista en teoría del relato (narratología) de más impacto desde los años setenta, articuló su visión sobre el concepto de metalepsis, entendida inicialmente por él como la trasgresión de los niveles narrativos. Aunque en su monografía de 2004, del mismo título, emplea el término como prácticamente sinónimo de la propia metaficción, diferenciando entre dos tipos diferentes: la de autor y la de régimen fantástico, curiosamente denominada también ahora antimetalepsis pese a tratarse del fenómeno descrito originariamente como la trasgresión por parte del autor, el narrador o los personajes de sus respectivos universos narrativos .
Desde el ámbito hispánico, resulta, en fin, muy ilustrativa la formulación ofrecida por Gonzalo Sobejano, como un tipo de narrativa que “al tiempo de ser la escritura de una aventura, resulta ser la aventura de una escritura”.

### Tipologías
El concepto de metaficción se presenta desde su tradición interna como una serie abierta y dinámica, sujeta a una constante crítica y revisión por parte de teóricos y críticos del arte y la literatura. Así, es de esperar una variada y extensa gama de clasificaciones tipológicas en torno a las diferentes formas o modelos de metaficción y mecanismos metafictivos incluidos en el fenómeno:
Una de las más conocidas responde a la propuesta por Linda Hutcheon desde la esfera literaria, quien divide en dos grandes grupos la que ella denomina “novela narcisista”, entre aquella que es consciente de sí misma en el plano diegético (i.e. en el de la historia) y la que lo es en el plano lingüístico. A su vez, incluye una subdivisión dentro de cada uno de estos grupos en textos (propiamente) autoconscientes, que serían aquellos que muestran abiertamente su carácter narcisista o metafictivo, y textos autorreflexivos, en los cuales no se pretende hacer explícita su metaficcionalidad, sino que esta aparece encubierta.

### El pensamiento de ámbito hispánico
Otras propuestas tipológicas y de análisis de la metaficción, si cabe más operativas, proceden del ámbito hispánico, considerado este tanto como aplicación crítica sobre la literatura en lengua española de las categorías teóricas anteriores, como los estudios teóricos que surgen directamente del ámbito académico hispánico o del hispanismo.
En este sentido, deben citarse hispanistas que centraron sus estudios sobre la autorreferencialidad en lengua española como Gillet, Livingstone, Newberry o Kronik aplicados al Quijote, Galdós, Unamuno o Azorín; Herzberger analiza obras de autores contemporáneos que destacan por el uso de la metaficción, como Luis Goytisolo, José María Merino, Vaz de Soto y Torrente Ballester; Dotras se centra en el Quijote y la obra de Gonzalo Torrente Ballester; García en la de Luis Goytisolo, Azorín y Unamuno;Gil González en las de Álvaro Cunqueiro y nuevamente Torrente Ballester; y Marta Álvarez Rodríguez en la de Cunqueiro.
Sin embargo, el pionero, con toda certeza, en reflexionar específicamente sobre la autorreferencialidad en el entorno hispánico fue Severo Sarduy, con su ya clásico trabajo El barroco y el neobarroco, de 1973. Este artículo, aunque sin utilizar el término de metaficción, está en la base de estudios como los de Hutcheon, y muestra su particular concepción de la autorreferencialidad literaria bajo el concepto de “neobarroco”.
Posteriormente, Pérez Firmat fue de los introductores de los modelos angloamericanos de la teoría sobre la metaficción, quien divide la categoría metaficción en dos variantes sustanciales: una discursiva (cuando la metaficción actúa en comentarios de carácter autorial no integrados en la “historia”) frente a otra narrativa (cuando la referencia metaficcional resulta indisociable de los elementos propios del universo narrativo, tales como los personajes, la acción, el espacio, etcétera).
Pero sin duda el autor referencia en este campo para el hispanismo fue Spires. Su modelo, muy influido a su vez por la metalepsis genetiana, y que orientó desarrollos como los de Gonzalo Sobejano, Ródenas de Moya, entre otros, estableció tres categorías básicas: metaficción centrada en el autor fictivo (y en el acto de la escritura), en el lector fictivo (y en el acto de lectura) y en los personajes y sus acciones (y en el acto del discurso oral).
Basándose también en esos modelos previos, Otero aportó la distinción terminológica entre metanovela (novela que incluye la reflexión sobre la propia novela), neonovela (novela que juega con los elementos de la novela tradicional) y antinovela (ruptura de las convenciones habituales del género), y, a partir de sus trabajos, Gonzalo Sobejano aplicó todo este aparato teórico al corpus hispánico. Además introdujo algunas variantes, en primer lugar aplicando el término metaficcional en la novela en dos sentidos, uno estricto y otro amplio (al que llamó novela escriptiva). Acuñó por otra parte algunos términos propios como los relativos a la distinción entre novela autotemática (la reflexión se aplica sobre los temas), autocrítica (reflexión sobre el proceso de escritura) o ensimismada (en el sentido de que se afana por ser ella misma, por girar dentro de su propia órbita a fin de lograr con plenitud su condición fictiva). También establece una diferenciación a partir de las diferentes funciones desempeñadas por los textos metafictivos: función reflexiva (cuando el mecanismo metafictivo se vuelca sobre el proceso de creación narrativa de la obra, i.e. su poética), función autoconsciente (cuando la obra o sus personajes saben que son obra y personajes, respectivamente), función metalingüística (cuando la reflexión recae sobre el sistema lingüístico de significación empleado, es decir, sobre la lengua), función especular (también conocida como 'mise en abyme', cuando se juega con la violación de los diferentes niveles narrativos dentro de un mismo texto), y la función iconoclasta (cuando se introducen elementos fictivos que rompen la lógica de la realidad posible, como por ejemplo, un personaje que alude al autor que lo creó, una película que es reproducida dentro de sí misma, etcétera).
Entre los trabajos aparecidos desde los años 90, merecen destacarse las aportaciones de Sánchez-Torre o Ródenas de Moya. El primero distingue varios niveles donde actúa la metaficción en un texto literario (metalingüístico, metatextual y el propiamente metaliterario, en el que se reflexiona sobre la literatura, la escritura o la obra misma); el segundo teoriza sobre las implicaciones que tienen en el lector los recursos metaficcionales, y reintroduce una división de las principales manifestaciones del fenómeno en función de su integración en el mundo creado por la ficción literaria (dietética, o metaléptica) frente a la modalidad de carácter discursivo o enunciativo.
Esta distinción entre un tipo metadiscursivo de otro metanarrativo resulta a la postre, como se ve, la que ha alcanzado un mayor consenso y operativad críticos: como también la de signo más propiamente hispánico, habiendo sido ya manejada, como se dijo, por Pérez Firmat, y, con diversos matices conceptuales o terminológicos, también entre los trabajos de García, Gil González, o en último lugar, Francisco G. Orejas.
En el ámbito hispanoamericano habría que mencionar, por último, las relevantes aportaciones de especialistas como Lauro Zavala (orientadas al cuento y al microrrelato, principalmente), Amalia Pulgarín (a la metaficción historiográfica) o Laura Scarano (por su parte, a la metapoesía española), entre otros.

### Principales elementos e instancias metaficcionales
Los mecanismos concretos destinados a activar y proyectar el sentido metaficcional sobre un texto u obra son de muy diversa índole, a la vez que pueden ser agrupados en tipos principales, que por otra parte pueden presentarse de forma combinada, en diferentes proporciones, en una misma obra:
- Elementos centrados sobre el autor: por ejemplo, una alusión directa al autor de la obra dentro de esta (El candor del Padre Brown, de G. K. Chesterton), la aparición de este en medio de sus personajes como uno más (City of Glass, de Paul Auster o El imperio de los sueños, de Giannina Braschi ) o como tal autor (“Tlön Uqbar, Orbis Tertius”, de Jorge Luis Borges); a partir de una reflexión sobre la autoría (El Quijote, de Miguel de Cervantes), etcétera.

- Elementos centrados sobre el lector: a través de una apelación directa por parte del autor o del narrador (Gloria, Galdós), alusiones al proceso de lectura (Rayuela, de Julio Cortázar), las diferentes novelas que se despliegan a partir de los diferentes lectores de Si una noche de invierno, un viajero de Italo Calvino, etcétera.

- Elementos centrados sobre la obra como producto finalizado: como podría ser la aparición de la obra en la obra (El cuarto de atrás, de Carmen Martín Gaite, o Cien años de soledad, de Gabriel García Márquez) o la de otras obras emblemáticas de la tradición (como la continua referencia en la segunda parte de El Quijote al contenido de la primera, y a su condición de obra ya publicada), etcétera.

- Elementos centrados en el mundo de los personajes: como la autoconsciencia del personaje como tal, cuyos paradigmas son el personaje de Augusto Pérez en Niebla, de Miguel de Unamuno, o los pirandelianos Seis personajes en busca de autor.

- Elementos centrados sobre el proceso de creación de la obra y sobre el aparato artístico-poético, que pueden generarse a partir de una reflexión sobre el arte (El retrato de Dorian Gray, de Oscar Wilde), sobre la propia ficción (La vida es sueño, de Calderón de la Barca), sobre cómo la obra fue compuesta o encontrada (The Scarlet Letter, de Nathaniel Hawthorne), sobre su faceta estética, etcétera.

En cualquier caso, es necesario advertir igualmente que este tipo de mecanismos no siempre actúan con una intención específicamente metaficcional, o que aun siendo este uno de sus valores, puede no resultar predominante e incluso pasar desapercibido como tal para el receptor.

## La tradición literaria
Si bien el concepto se conforma desde aproximadamente 1970, la reflexión sobre la propia escritura o sobre el proceso de escritura del propio texto ha sido una constante en la literatura a lo largo de los siglos.
De este modo, por ejemplo, en la antigüedad la autorreferencia aparece como una convención que daba cuenta de la búsqueda, por parte del poeta, del buen augurio o la inspiración de las Musas al inicio de una obra. Por ejemplo, si se lee el comienzo de la Ilíada o la Odisea, se puede ver la referencia al propio canto que se inicia:
Canta, oh diosa, la cólera del pélida Aquileo; cólera funesta que causó infinitos males a los aqueos y precipitó al Hades muchas almas valerosas de héroes (Ilíada)
Háblame, Musa, de aquel varón de multiforme ingenio… ¡Oh diosa, hija de Zeus!, cuéntanos aunque no sea más que una parte de tales cosas (Odisea)
Más tarde, en la tradición latina, el Carmen I de Catulo (entre otros muchos textos) da cuenta de la misma convención:
¿A quién ofrezco este librillo nuevo / y ameno, recién pulido por la árida / piedra 	pómez?... Toma pues lo que sea / de este librito, valga lo que valga, / y que éste permanezca más de un siglo /	sin marchitarse, oh Musa virginal.
Ya en época medieval, se puede observar que este uso convencional también se extiende a poemas épicos medievales como Beowulf. Otros incipientes indicios metaficcionales exceden la mera convención en los Cuentos de Canterbury de Geoffrey Chaucer, donde hay inserciones autorreferenciales del narrador de la historia que funciona como marco de los cuentos, que parecen plantear cierto juego con el lector, cuya apelación es una de las características de estos primeros indicios:
Hasta aquí les he descrito a ustedes en pocas palabras la clase de gente, atuendo y número que formaba nuestro grupo…

### Lo metaficcional antes de la metaficción
La obra que todos los críticos están de acuerdo en señalar como una de las primeras de corte abiertamente metafictivo es el Ingenioso hidalgo don Quijote de La Mancha (1605) y la Segunda parte del ingenioso caballero don Quijote de La Mancha (1615), novelas en las cuales Miguel de Cervantes experimenta con esta modalidad en los diversos niveles narrativos (el narrador, la historia, los personajes, etcétera). Sin embargo, es posible encontrar un texto anterior que llamativamente utiliza la referencia metaficcional, en la modalidad de un personaje que se dirige al autor: se trata de La Lozana andaluza (1526), de Francisco Delicado. Dentro de la tradición europea, también son representativas de esta tendencia las obras de Ludovico Ariosto (Orlando furioso, 1516), y los distintos discípulos de Cervantes: Henry Fielding (Tom Jones, 1749), Laurence Sterne (La vida y las opiniones del caballero Tristram Shandy, 1759-1767) y Denis Diderot (Jacques le Fataliste et son maître, 1765-1783).
Más tarde, continuando dentro de la tradición hispánica, la novela de Miguel de Unamuno Niebla (1914) es un ejemplo muy claro de metaficción, la cual plantea, de modo radical, la posible igualación textual de la condición del autor, el narrador y el personaje.
Si se continúa rastreando dentro de la tradición hispánica, pero esta vez en el ámbito latinoamericano, destaca la figura del argentino Macedonio Fernández, cuya obra puede considerarse, también en este aspecto, muy novedosa y adelantada a su época, porque se desarrolla entre finales del siglo XIX y principios del XX, antes de que la Vanguardia irrumpa en el panorama literario. Por ejemplo, en Museo de la Novela de la Eterna (edición póstuma en 1967), el procedimiento metaficcional es parte constitutiva del texto, de modo que este no existiría sin esa reflexión, pues se trata de una serie de prólogos a la supuesta novela (que nunca se escribe), donde se habla tanto de la novela ausente como de los prólogos y de los diversos autores de esos textos y de la escritura en general.
En ese contexto de la vanguardia latinoamericana, la figura de Jorge Luis Borges resulta fundamental; en su empresa literaria y ensayística de refundar la condición de la literatura, de la escritura y de la lectura, el uso de los procedimientos metaficcionales es recurrente en sus textos. No es de extrañar, por ello, que el título de la primera monografía teórica sobre la cuestión lleve por título, parafraseando a Borges, Magias parciales del Quijote, Partial Magic: The Novel as a Self-Conscious Genre, de Robert Alter (1975).
Tras él, aparecen en el continente americano figuras como Julio Cortázar (Rayuela, 1963), Gabriel García Márquez (Cien años de soledad, 1967) y Salvador Elizondo (El grafógrafo, 1972), que incorporan llamativamente los procedimientos metaficcionales en sus obras más conocidas.

### Metateatro y metapoesía
Hasta ahora se han mencionado principalmente autores y obras que pertenecen al género narrativo. Sin embargo, tanto en teatro como en poesía la modalidad “meta” tendrá también tempranamente algunos de sus exponentes más emblemáticos.
En el caso del género dramático, el término "metateatro" fue acuñado por el crítico estadounidense Lionel Abel en su estudio Metatheatre. A New View of Dramatic Form (1963), para designar las piezas escénicas que, no correspondiendo en sus planteamientos y estructura a la tragedia y comedia tradicionales, se ciñen, según señaló Francisco Ruiz Ramón, a dos postulados básicos que son también dos tópicos literarios: el mundo como escenario (Theatrum mundi) y la vida como sueño (Vita somnium). William Shakespeare (principalmente en Hamlet) es de los primeros en utilizar esta modalidad de introducir “el teatro dentro del teatro” para presentar en sus obras la idea de que el mundo es un teatro y también de que el teatro es un mundo. Por ejemplo, esto se ve claramente en Hamlet, en la escena en que la compañía de teatro reproduce, de forma teatralizada, el asesinato de su padre frente a su tío y a su madre (culpables del crimen), todo ello propiciado por el mismo protagonista, que no sabe si está loco o cuerdo (ha visto al fantasma de su padre, que le ha pedido venganza de sus asesinos) o el demonio lo quiere engañar para que mate a su tío (quizá su padre verdadero, si ha sido amante de su madre) y a su madre, por lo que piensa que solo la reacción de estos verificará si es cierto o si no. Esta misma línea es desarrollada por Pedro Calderón de la Barca (en El gran teatro del mundo y también en La vida es sueño) en el ámbito español, quien con la metáfora acerca de la vida como sueño continúa profundizando la problematización de las fronteras entre la realidad y la ficción.
Ya en el ámbito contemporáneo, la figura más representativa del metateatro será Luigi Pirandello con su obra Seis personajes en busca de un autor, como se puede apreciar en el siguiente fragmento del prefacio:

[...] En resumen, aquellos seis personajes que suben al escenario al principio de la comedia. O bien uno u otro, pero con frecuencia uno desautorizando al otro, empezaban a contarme sus tristes asuntos, cada uno gritando sus razones, aventándome en la cara sus descontroladas pasiones, casi del mismo modo como ahora lo hacen en la comedia con el desdichado Director. ¿Qué autor podrá contar alguna vez cómo y por qué un personaje nació en su fantasía? El misterio de la creación artística es el mismo misterio del nacimiento.

También la concepción teatral de Bertolt Brecht, denominada teatro épico y constituida sobre la base del "distanciamiento", sigue los mismos derroteros. Por ejemplo, en su obra Pequeño organón para el teatro se lee:
Desistamos pues -para decepción general quizá- de nuestro propósito de emigrar de la esfera de lo placentero y anunciemos -para decepción general más aún- nuestra decisión de establecernos definitivamente en esta esfera. Tratemos al teatro como un lugar de diversión -así corresponde enfocar a una estética- y procuremos descubrir que tipo de entretenimiento nos conviene más.
En poesía, por su parte, el procedimiento va mutando y volcándose cada vez más en la reflexión sobre las posibilidades del lenguaje, el proceso de escritura y la figura del poeta. En la tradición hispánica, Lope de Vega es el caso más conocido de un género de metapoema (si bien autores cinquecentistas como Diego Hurtado de Mendoza y Baltasar del Alcázar, entre otros, ya habrían probado esta fórmula anteriormente):

Un soneto me manda hacer Violante / y en mi vida me he visto en tal aprieto. / Catorce versos dicen que es soneto; / burla burlando, van los tres delante. / Yo pensé que no hallara consonante / y estoy a la mitad de otro cuarteto; / mas, si me veo en el primer terceto, / no hay cosa en los cuartetos que me espante. / Por el primer terceto voy entrando / y aún parece que con pie derecho, / pues fin con este verso le voy dando. / Ya estoy en el segundo, y aun sospecho / que estoy los trece versos acabando; / contad si son catorce, y está hecho. (Lope de Vega, La niña de plata, ¿1610-1612?)

Este tipo de composiciones son denominadas soneto del soneto. Sin embargo, es hacia la mitad del siglo XX cuando este fenómeno adquiere fuerza en la poesía española. La llamada Generación del 50, con Ángel González a la cabeza, es la primera en tomar conciencia de la autorreferencialidad como un modo de comenzar a cuestioar las posibilidades del lenguaje para nombrar el mundo y cambiar la realidad (tal como creía el movimiento de Poesía Social de los años 40). Es el mismo González el primero en acuñar el término “metapoesía” para referirse a sus propios poemas, cuya materia era el proceso de su creación y todos sus componentes. Aquí se ve uno de los poemas que componen la sección "Metapoesía", en Muestra corregida y aumentada de algunos procedimientos narrativos y de las actitudes sentimentales que habitualmente comportan (1977):
Las potencialidades de la autorreferecialidad son explotadas al máximo por el grupo de los llamados “novísimos”, quienes utilizan sistemáticamente esta modalidad para proclamarse escépticos respecto de las posibilidades del lenguaje e incluso de la misma poesía como instrumentos de conocimiento o de comunicación. El siguiente poema de El sueño de Escipión (1979), de Guillermo Carnero, es un ejemplo representativo de esta tendencia.

### El corpus posmoderno
Por su escepticismo respecto a la realidad y el cuestionamiento radical de las convenciones establecidas, el posmodernismo es un terreno fértil para la metaficción que, como se ha visto, produce un distanciamiento del texto y un cuestionamiento de todos los elementos (fictivos o reales) que interactúan en el proceso de escritura-lectura.
Los que se podrían considerar iniciadores del corpus posmoderno de la metaficción son autores que comenzaron su quehacer literario en la primera mitad del siglo XX, cuando la noción de “posmodernismo” todavía no existía, aunque sí comenzaban a vislumbrarse sus rasgos: son Beckett (More Pricks than Kicks, 1934, y Murphy, 1938), Nabokov (Pale Fire, 1962), Joyce (Retrato del artista adolescente, 1914-15), Faulkner (Absalom! Absalom!, 1936), entre otros. Muchos escritores europeos, latinoamericanos y norteamericanos los siguieron en esta práctica, sobre todo a partir de los años 60 y 70, cuando surge el término “metaficción”. En esta época destacan autores como John Barth (Lost in the Funhouse, 1968), Robert Coover (Asociación Universal de Béisbol, 1968), William H. Gass (The Tunnel, 1995), Thomas Pynchon (Slow Learner, 1984), Milan Kundera (El libro de la risa y el olvido, 1981), Salman Rushdie (Haroun y el mar de historias, 1990), John Fowles (La mujer del teniente francés, 1968), Doris Lessing (The Golden Notebook / El cuaderno dorado, 1962), Italo Calvino (Si una noche de invierno un viajero, 1979), Umberto Eco (El nombre de la rosa, 1980), Peter Carey (Illywhacker, 1985),  o Paul Auster (La trilogía de Nueva York, 1985-1987), entre muchos otros.
En España, algunos de los pilares de esta modalidad son Carmen Martín Gaite (El cuarto de atrás, 1970), Luis Goytisolo (Los verdes de mayo hasta el mar, 1976), Gonzalo Torrente Ballester (Fragmentos de apocalipsis, 1977), Miguel Espinosa (La tríbada falsaria, 1980), Juan Goytisolo (Juan sin tierra, 1975), José María Merino (Novela de Andrés Choz, 1976), Camilo José Cela (''Mazurca para dos muertos, 1983), Antonio Muñoz Molina (Beatus Ille, 1986), Juan José Millás (El desorden de tu nombre, 1986), Manuel Vázquez Montalbán (El premio, 1996), Javier Cercas (Soldados de Salamina, 2001), entre otros.
Dentro de la tradición latinoamericana, los argentinos Jorge Luis Borges (Tlön, Uqbar, Orbis Tertius, La biblioteca de Babel, Pierre Menard, autor del Quijote), Ricardo Piglia (Respiración artificial, 1980), Juan José Saer (Las nubes, 1997), César Aira (El tilo, 2003) y Guillermo Saccomano (La lengua del malón, 2003), el uruguayo Juan Carlos Onetti (El pozo, 1939), el mexicano Carlos Fuentes (El naranjo, 1993), los colombianos Santiago Gamboa (Perder es cuestión de método, 1997) y el dramaturgo Diego Fernando Montoya Serna (El silencio, 2000), la puertorriqueña Giannina Braschi (Yo-Yo Boing!, 1998), el chileno Roberto Bolaño (El secreto del mal, 2007), y los brasileros Rubem Fonseca (Buffo & Spallanzani, 2001) y Patricia Melo (Elogio da mentira, 1998) continúan aportando nuevos matices y modalidades a estas operaciones autorreferenciales que, lejos de estar gastadas, como podría pensarse después de tantos años de vigencia, van mutando al modo de un camaleón para adecuarse a los cuestionamientos y a las posibilidades expresivas de cada época, e irradiando al conjunto de los medios y las narrativas audiovisuales, las artes, la publicidad, etcétera, hasta convertirse en uno de los rasgos más característicos de la cultura de la época contemporánea.

## Metaficción en las obras
Como diferentes formas de utilizar los recursos de la metaficción, se encuentran distintos ejemplos en la literatura y en otros medios y narrativas gráficas y audiovisuales, así como en otras artes, la publicidad, la televisión, etcétera, hasta constituirse en una de las formas características de la cultura contemporánea:

### En literatura
- El Aleph, en el libro homónimo, y Pierre Menard, autor del Quijote, en Ficciones, ambos de Jorge Luis Borges.
- El cuento en Un hombre muerto a puntapiés y Débora, ambos de Pablo Palacio.
- Viajes por el Scriptorium, de Paul Auster.
- Estados Unidos de Banana y Yo-Yo Boing!, ambos de Giannina Braschi.
- Ahí pero dónde, cómo, de Julio Cortázar.
- La Torre Oscura, de Stephen King.
- El escritor comido, de Sergio Bizzio, retrata a un extraño autor de superventas, a un escritor que escribe sobre él y la imagen de ambos en los medios.

### En cine

#### Introducción y definición
El cine, como manifestación artística multidisciplinar por excelencia, ha sido especialmente proclive a construir ficción sobre sí mismo ya desde los albores de su reciente creación, en 1895.
El metacine es “cine dentro del cine”, es decir, una serie de discursos cinematográficos autorreferenciales y que hablan sobre sí mismos a través de la descripción de sus propios procesos constructivos. Es ese cine capaz de reflexionar sobre los procesos cinematográficos, los medios expresivos y su evolución enunciadora, a partir de múltiples herramientas discursivas y/o argumentales que le hacen volverse sobre sí mismo y llegar a transformar esa reflexión en centro temático, propiciando las actitudes autorreferenciales.

#### Tipologías
La autorreferencialidad se consigue en el metacine a partir de tres tipos de estructuras diferentes:
- Cine dentro del cine. Hace referencia a aquellas películas en las que el cine o el mundo que gira en torno al mismo ocupan un lugar primordial en su trama. Dentro de esta categoría, se puede diferenciar entre las siguientes subcategorías:

1. El universo del espectador: filmes que giran en torno a las vivencias de un personaje como espectador de una película.
2. El mundo detrás de la pantalla: filmes cuya trama se sitúa en el mundo de la realización cinematográfica.
3. La ficción en segundo grado: filmes en los que se transforma a los personajes en espectadores haciéndolos asistir a una proyección.
4. La interpelación al espectador: filmes en los que los actores o el director abandonan momentáneamente sus papeles y se dirigen al público.

- Cine que reflexiona sobre sus propios medios expresivos. Filmes que cuestionan los mecanismos productores de significado, convirtiendo el propio acto de la enunciación en eje temático del filme.

- Intertextualidad como metaficción. Filmes en los que confluye toda una serie de textos fílmicos y no fílmicos (mediante la llamada interdiscursividad). Se puede hablar de transtextualidad, intertextualidad, paratextualidad, metatextualidad, architextualidad o hipertextualidad.

#### El metacine en el cine americano
El cine americano ha sido pionero a la hora de comenzar a reflexionar sobre el cine a través de sus películas. La Segunda Guerra Mundial marca un punto de inflexión en la legitimación del cine como acto cultural, y en los años siguientes la caída de los estudios, la redefinición del sistema y la llegada de la televisión propician el nacimiento del metacine en Hollywood. Surgen así obras con un gran poder de reflexión sobre la propia naturaleza del medio y libres de la estricta política hollywoodiense. De esta forma se da por finalizado el período clásico, y películas como Dos semanas en otra ciudad (1962), de Vincente Minnelli, o The Last Picture Show (La última película) (1971), de Peter Bogdanovich, anteceden a otros filmes más claramente metacinematográficos como La rosa púrpura de El Cairo (1985), de Woody Allen, El juego de Hollywood (1991), de Robert Altman, y en la serie de películas metaterroríficas Scream, franquicia de Wes Craven con guiones de Kevin Williamson, por no hablar de las parodias o imitaciones burlescas de géneros de los directores Jim Abrahams, David Zucker y Jerry Zucker.  

#### El metacine en el cine europeo
Las filmografías de Federico Fellini y François Truffaut son los mayores referentes del cine europeo metaficcional. Tanto el movimiento realista italiano como el nouveau roman francés propician la aparición de sus discursos en los que se problematizan las relaciones tradicionales o clásicas entre cine y realidad. Ocho y Medio (1963), de Fellini, y La noche americana (1973), de Truffaut, son obras cumbre de su género cuya influencia no ha disminuido desde su estreno hasta la época actual.

#### El metacine en el cine español
Intriga (1942), del cineasta gallego Antonio Román, y Vida en sombras (1948), de Lorenzo Llobet, constituyen ejemplos tempranos de cine dentro del cine en una época en la que este arte comenzaba a tener cada vez mayor presencia en la sociedad española. Bienvenido Mr. Marshall (1952), de Luis García Berlanga, sigue siendo considerado uno de los títulos más sugerentes, tando desde el punto de vista de la metaficción como de la intertextualidad cinematográfica por la clara influencia que recibe de La kermesse heroica (1935), de Jacques Feyder.
Por su parte, la legendaria obra de culto experimental Arrebato (1979) ahonda en los entresijos del cine.
Los años 90 supusieron un importante surgimiento de este tipo de narración en títulos como Tesis (1996), de Alejandro Amenábar, o La niña de tus ojos (1998), de Fernando Trueba. El siglo XXI continuó ofreciendo importantes ejemplos decidídamente metaficcionales: Fuera del cuerpo (2004), de Vicente Peñarrocha, es casi un desarrollo teórico sobre la cuestión.

### En el cómic
Las referencias al cómic dentro de las propias obras son relativamente frecuentes. Es posible encontrar novelas gráficas que contienen otras historias dentro de su ficción, como los Relatos de la fragata negra en el Watchmen (1986-87) de Alan Moore y David Gibbons. En esta misma obra se aprecia una referencia interna a la ficción cuando, al final de la historia, en la redacción reciben en diario de uno de los personajes; finalmente este se publica, y es el propio cómic que se está leyendo.
Otros ejemplos como este halla en Maus (1986 y 1991), de Art Spiegelman, una historia del Holocausto que convive con la historia del propio autor y la relación con su padre, en la que se ve el proceso de creación de todo el cómic dentro de él mismo. El mismo Spiegelman habló sobre su propio proceso creativo y reivindicó la autonomía de este arte en Breakdowns (1978). El autor trabajó además en un proyecto de cómic que extiende la historia del proceso de creación de Maus, llamado [Meta Maus] .

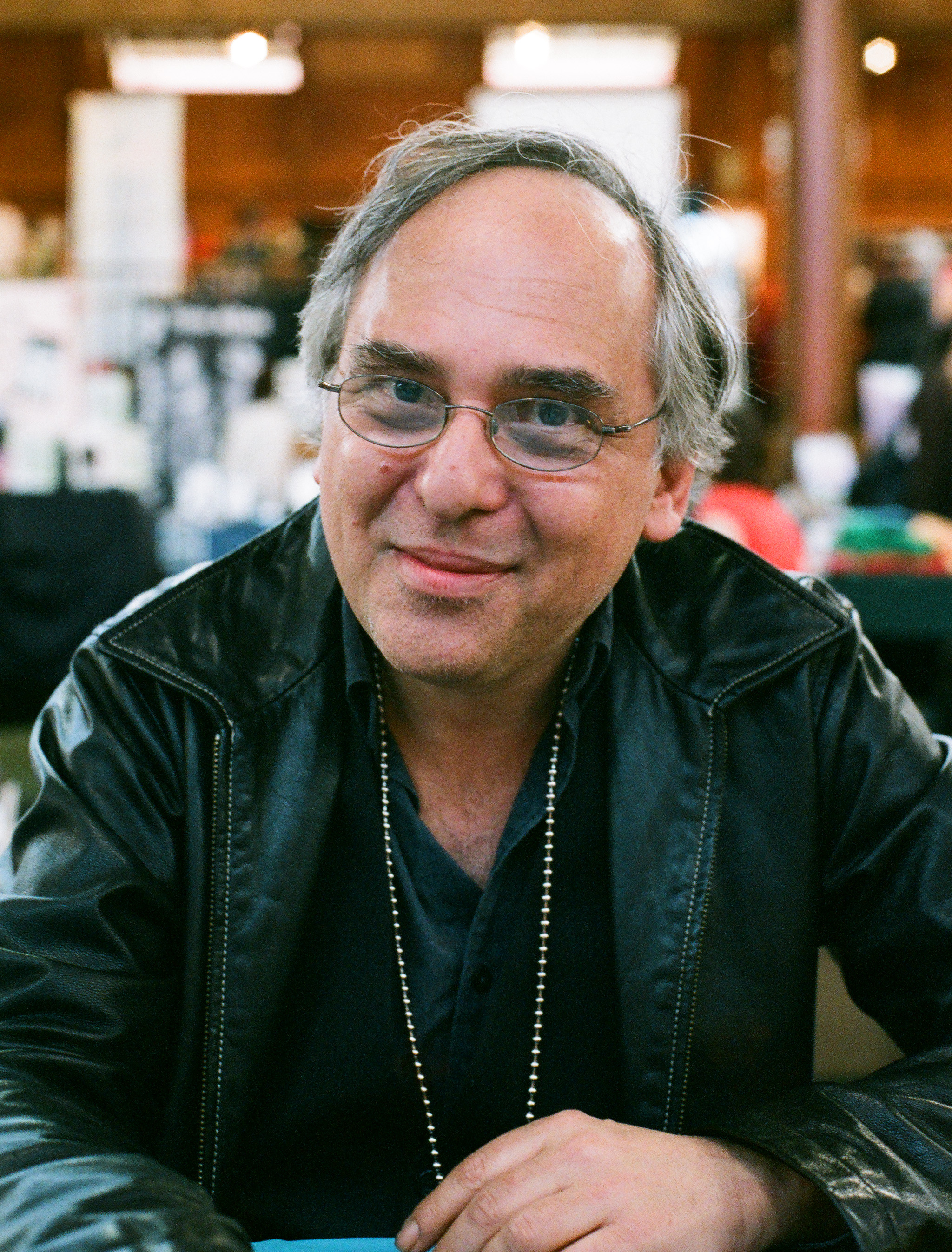
Art Spiegelman.

Algo parecido hace el canadiense Guy Delisle cuando en sus historias cuenta sobre sus viajes por Asia, de los que va tomando notas para luego crear el mismo cómic que se está leyendo.
Estas reflexiones sobre la industria del cómic las hace también Daniel Clowes en Pussey! (2006), la historia de cómo él llegó a ser un autor profesional.
Sobre la creación de la historieta existen además las obras de Scout McCloud, que hablan de cómo hacer cómics en este mismo formato: Entender el cómic (1993) y Hacer cómics (2006). El mismo concepto lo recogen Lewis Trondheim y Sergio García en Cómo hacer un cómic (2009).
En el cómic hay otros frecuentes saltos de la realidad a la ficción dentro de la misma historia. Se pueden encontrar referencias directas a autores, e incluso a autores apareciendo en la propia ficción, como suele hacer Francisco Ibáñez en sus historias de Mortadelo y Filemón. Es lo mismo que hace Cels Piñol en su serie Fanhunter, en la que él mismo es uno de los personajes. Otra vertiente es la de los personajes que se dirigen directamente al lector, como a veces hace Mafalda. Otro ejemplo es Condorito, en donde el personaje principal, Coné y otros personajes del respectivo cómic a veces saben quién es su creador en algunos chistes o historias, y varias veces el protagonista afirma ser buen amigo de Pepo (el creador de la historieta). También son frecuentes, especialmente en historietas humorísticas, los personajes cruzados entre ficciones, como en muchos de Ibáñez o Escobar, o en los cómics de Kevin Smith con los personajes de sus películas.
Otras referencias son Hulka, en la etapa de John Byrne y Dan Slott, y Cable y Deadpool, de Fabián Nicieza.

### En videojuegos
Los videojuegos son, como concepto, la ficción más interactiva, por lo que siempre hay un vínculo directo con la realidad: el jugador debe salir de su mundo para entrar en la ficción que se le ofrece. No obstante, esa ficción en muchas ocasiones quiere hacer consciente al jugador de su propia condición y salta a la realidad con regencias al propio videojuego como medio, o la realidad. Algunos casos son los videojuegos que cruzan personajes entre ellos, como muchos de las sagas de Nintendo, o que referencian a otras historias relacionadas, como los juegos de la saga GTA, o la serie Monkey Island, con guiños y referencias a otros productos, como Grim Fandango.
La misma saga de Monkey Island tiene saltos a la realidad y al medio cuando, por ejemplo, un personaje llama por teléfono a LucasArts (la compañía editora) para pedir ayuda sobre cómo continuar el juego. También se encuentran en esta misma saga rupturas de la cuarta pared; personajes que se dirigen al jugador, e incluso le arrojan objetos. Estas referencias directas del personaje al jugador se dan en otros juegos, como la saga de Mundodisco.
Existen ejemplos más claros todavía, como el de la saga Metal Gear Solid, en la cual, por ejemplo, un personaje pide al jugador que deje el mando en el suelo para que él pueda moverlo y demostrar así sus poderes. En ese momento el vibrador del mando se activa y lo hace moverse, instaurando la ficción dentro de la realidad.
Otro claro ejemplo es Los Simpson: El videojuego, editado por EA Games en 2007, que es en su totalidad un ejemplo de metaficción, en el que los personajes forman parte de su propio videojuego. En esta historia la familia Simpson encuentra una guía para el propio juego que están viviendo, descubriendo así que forman parte de una ficción, y que ellos mismos tienen poderes que les ayudarán a llegar al que parece ser su objetivo final. La familia debe pasar primero por diferentes fases, superando pantallas de juego que se alternan con animaciones que llevan al jugador a través de la historia, y en las que hay referencias, normalmente paródicas, a múltiples videojuegos muy conocidos; por ejemplo, en un peligroso barrio dentro del juego aparece el Grand Theft Scratchy, parodia de Grand Theft Auto; también un juego sobre la Segunda Guerra Mundial llamado Medal of Homer, parodia del Medal of Honor; o el Never Quest, parodia de las aventuras gráficas de fantasía épica como Everquest o Zelda. Durante el juego se encuentran otros guiños, como la aparición de personajes de videojuegos ya clásicos como Super Mario o Pokémon.
Conforme avanza el juego, el argumento metaficional se hace cada vez más explícito, entre cuyos ingredientes está el intentar evitar la destrucción de las versiones anteriores de sus juegos que planea su diseñador, el encuentro con su propio creador, Matt Groening, o con el mismo creador divino, absorto, a la postre, en la continuación de su propio videojuego, Planeta Tierra. El juego no solo parodia y homenajea a los videojuegos, sino que también tiene muchas referencias intertextuales a la literatura, al cine o la televisión, y, sobre todo, a su propia serie, planteadas, como es ya una seña de identidad de esta, en clave humorística y como guiños cómplices al espectador.
Aquí se deben excluir casos en los que el producto se dirige directamente al jugador, pero que no se encuentran dentro de la ficción, como muchos juegos de la consola Wii. En estos casos, aunque el juego se dirija a la persona, no pertenece a una ficción, sino al contexto. Por ejemplo, juegos como el Wii Fit, pensando para hacer gimnasia, se dirigen directamente al jugador dándole instrucciones que debe realizar físicamente, como subirse a la plataforma periférica que acompaña al juego. Éste habla al jugador sobre, por ejemplo, su peso en relación con su altura, aconsejándole sobre lo que debe hacer. Este ejemplo no pertenece a la ficción, sino a una realidad de la que el jugador forma parte.

### En televisión

#### Definición
La metatelevisión es una forma de autorreflexividad en el medio televisivo mediante la que esta tematiza los propios mecanismos de la televisión dentro del espacio de una cadena.

#### Tipologías
- Autorreferencialidad. Hoy en día las cadenas recurren a la autorreferencia con fines publicitarios y de autopromoción. Además, los reality show y la telerrealidad en general, como Gran Hermano, se apoyan en gran medida en la autorreferencia.
- Programación expresamente metatelevisiva. Muchos programas son creados mediante la utilización de imágenes previamente emitidas por las diferentes cadenas (El coleccionista de imágenes, por ejemplo) y otros recrean o parodian espacios televisivos propios y ajenos (por ejemplo Homo zapping, de Antena 3).
- Metaficción televisiva. Consiste en la construcción de una trama ficcional sobre la televisión dentro de la televisión. Uno de los más destacados ejemplos ha sido la serie Studio 60 on the Sunset Strip, creada por Aaron Sorkin y estrenada en 2006 por la NBC, basada en las vicisitudes de la producción y puesta en escena de un late show norteamericano.

### Otros medios: cibercultura y remediaciones

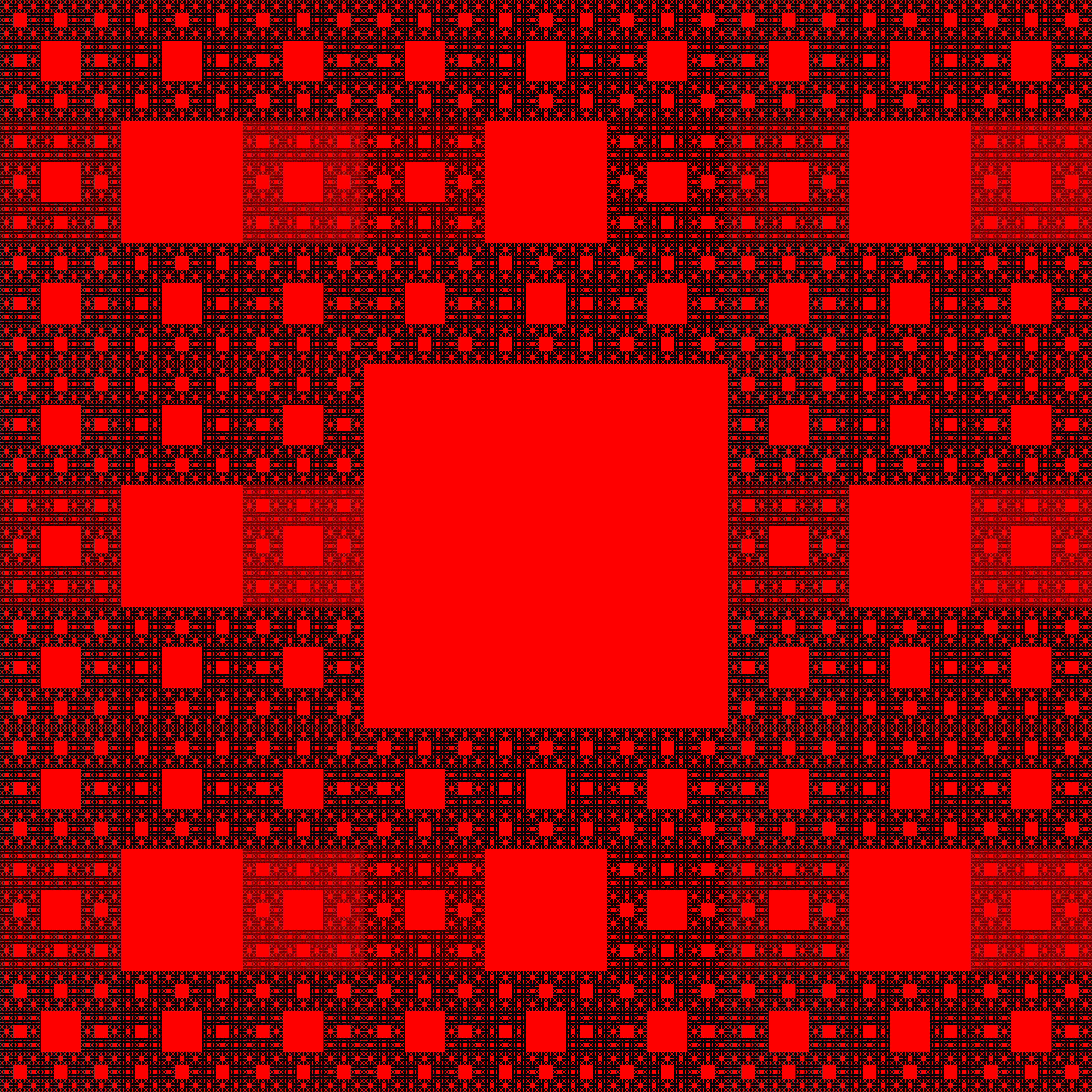
El fractal conocido como Alfombra de Sierpinski

#### Pintura

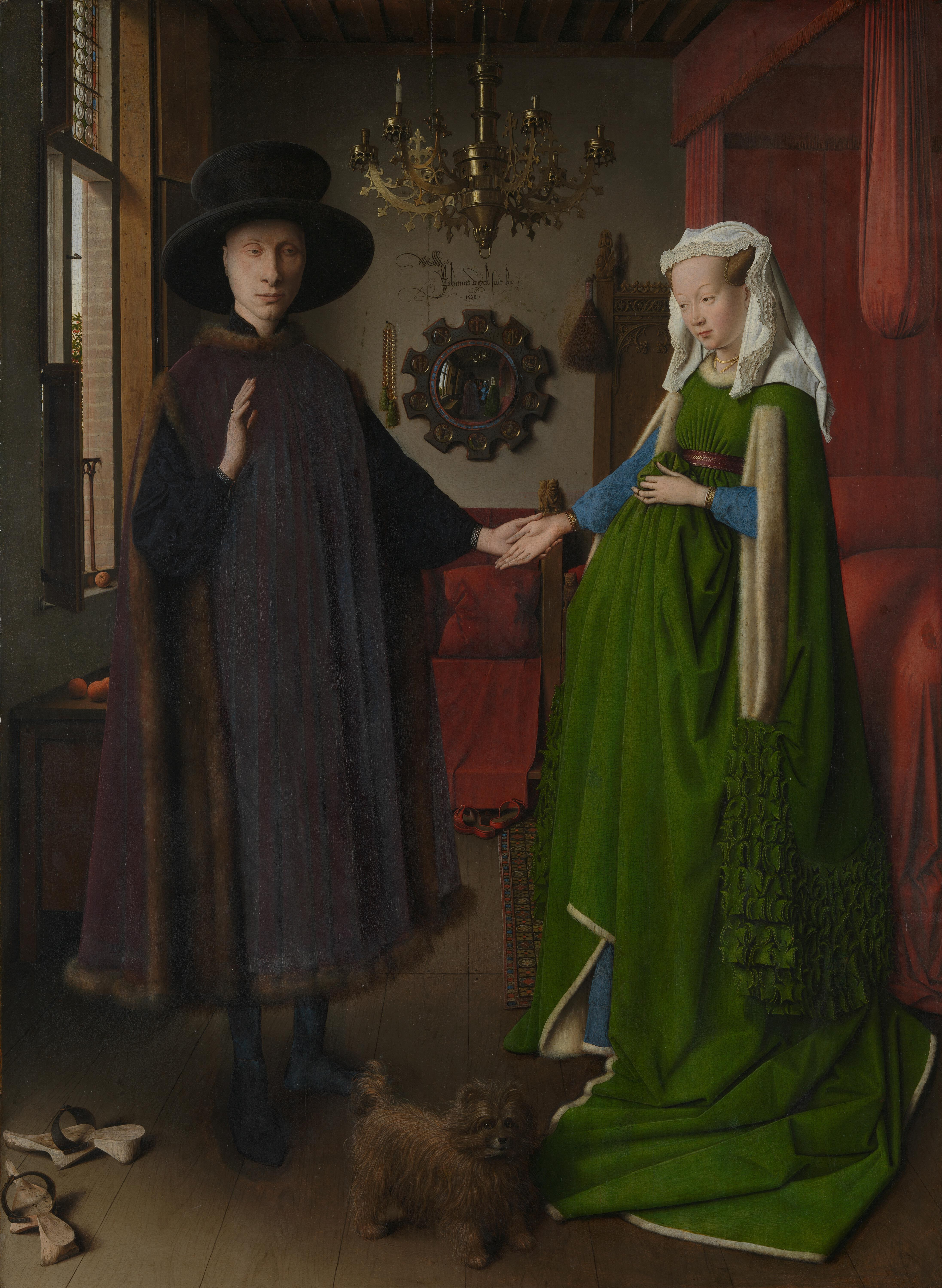
El matrimonio Arnolfini, de Jan van Eyck,

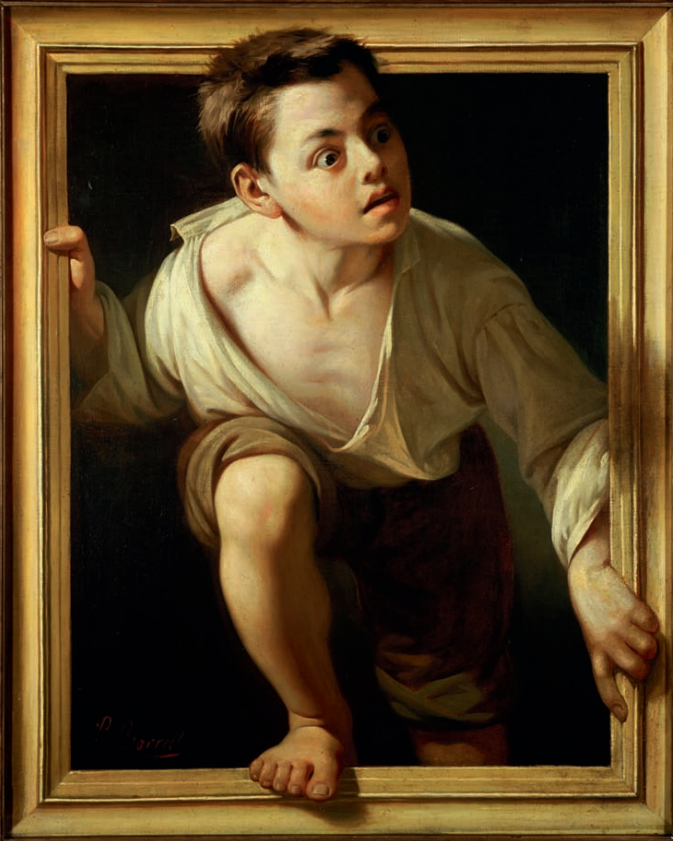
Huyendo de la crítica (1874), de Pere Borrell del Caso

La libertad guiando al pueblo. Cuadro de Eugène Delacroix pintado en 1830.

#### Escultura

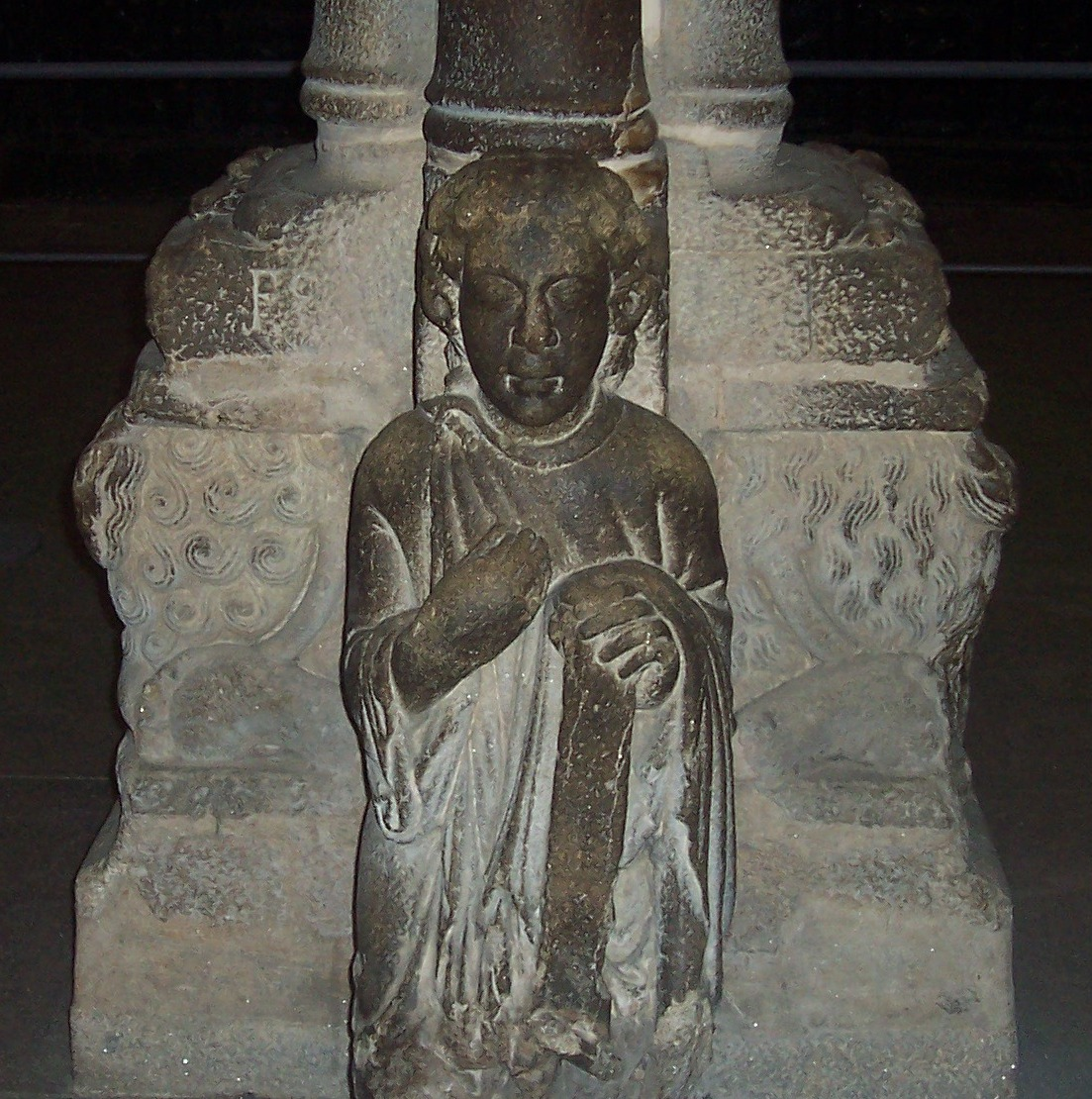
Santo dos Croques, imagen que tradicionalmente se piensa que representa al Maestro Mateo.